# Méthylbenzaldéhyde
Le méthylbenzaldéhyde, tolualdéhyde ou formyltoluène est un composé aromatique de formule C8H8O. Il est constitué d'un cycle benzénique substitué par un groupe méthyle et un groupe formyle. Comme tous les benzènes disubstitués, il existe sous la forme de trois isomères structuraux, les composés ortho, méta et para, selon la position relative des deux substituants sur le cycle.

## Propriétés
| Méthylbenzaldéhyde                        |                                                                 |                                                                |                                                                |
| Nom                                       | 2-Méthylbenzaldéhyde                                            | 3-Méthylbenzaldéhyde                                           | 4-Méthylbenzaldéhyde                                           |
| Autres noms                               | 2-Tolualdéhyde orthotolualdéhyde o-tolualdéhyde 2-Formyltoluène | 3-Tolualdéhyde métatolualdéhyde m-tolualdéhyde 3-Formyltoluène | 4-Tolualdéhyde paratolualdéhyde p-tolualdéhyde 4-Formyltoluène |
| Représentation                            |                                                                 |                                                                |                                                                |
| Numéro CAS                                | 529-20-4                                                        | 620-23-5                                                       | 104-87-0                                                       |
| PubChem                                   | 10722                                                           | 12105                                                          | 7725                                                           |
| Formule brute                             | C8H8O                                                           | C8H8O                                                          | C8H8O                                                          |
| Masse molaire                             | 120,15 g mol−1                                                  | 120,15 g mol−1                                                 | 120,15 g mol−1                                                 |
| État (CNTP)                               | liquide                                                         | liquide                                                        | liquide                                                        |
| Apparence                                 | liquide jaunâtre                                                | liquide jaune                                                  | liquide incolore à l'odeur poivrée                             |
| Point de fusion                           | −35 °C                                                          |                                                                | −6 °C                                                          |
| Point d'ébullition                        | 199 à 200 °C                                                    | 199 °C                                                         | 204 °C                                                         |
| Masse volumique                           | 1,035 g·cm-3 (20 °C)                                            | 1,019 g·cm-3 (25 °C)                                           | 1,02 g·cm-3 (20 °C)                                            |
| Pression de vapeur saturante              | 3 hPa (50 °C)                                                   |                                                                | 0,33 hPa (25 °C)                                               |
| Point d'éclair (coupelle fermée)          | 67 °C                                                           | 83 °C                                                          | 71,5 °C                                                        |
| Point d'auto-inflammation                 | 375 °C                                                          |                                                                | 395 °C                                                         |
| Solubilité (eau)                          | légèrement soluble                                              | légèrement soluble                                             | 0,25 g l−1 (25 °C)                                             |
| Coefficient de partage octanol/eau (LogP) | 2,26                                                            | 2,26                                                           | 2,25                                                           |
| SGH                                       | Attention                                                       | Pas une substance dangereuse selon le SGH                      | Attention                                                      |
| Phrases H et P                            | H302, H315, H319 et H335                                        |                                                                | H302, H315 et H319                                             |
| Phrases H et P                            | P280 et P301+P330+P331 P312 et P302+P352 P304+P340 et P337+P313 |                                                                | P262 et P273                                                   |

## Synthèse
Le 4-méthylbenzaldéhyde (2) peut être produit par acylation de Friedel-Crafts du toluène (1) avec le monoxyde de carbone et le chlorure d'hydrogène dans les conditions de Gattermann-Koch
Le 2-méthylbenzaldéhyde peut être obtenu par oxydation de l'alcool 2-méthylbenzylique par le chlorochromate de pyridinium.